# Beto (Fußballspieler, 1980)
Alberto Gonçalves da Costa (* 31. Dezember 1980 in Belém), auch als Beto bekannt, ist ein indonesischer Fußballspieler brasilianischer Herkunft. Zwischen 2018 und 2019 hat er außerdem in der Indonesischen Fußballnationalmannschaft gespielt.

## Karriere
Seine Karriere begann er 1999 beim Verein SC Belém, wo er für eine Saison unter Vertrag stand. Von 2000 bis 2008 stand er bei den Vereinen CA Vila Rica, São Raimundo EC, Abaeté FC, CA Bragantino, Atlético Coín, SCEV Bomastar, Tuna Luso Brasileira, Remo, Farroupilha, CN Marcílio Dias und EC Juventude unter Vertrag.
Nach neun Jahren in Brasilien wechselte er 2008 zum indonesischen Verein Persipura Jayapura. Ein Jahr später wechselte er zum indischen Verein Dempo SC. Von 2010 bis 2011 stand er bei den indonesischen Vereinen Persijap Jepara und Persipura Jayapura unter Vertrag. Von 2013 bis 2018 stand er bei den indonesischen Vereinen Arema Malang, Penang FA und Sriwijaya FC unter Vertrag. Seit 2019 spielt er für den Verein Madura United.
Gonçalves wurde am 8. Februar 2018 als indonesischer Staatsbürger eingebürgert, nachdem er 12 Jahre lang in Indonesien gelebt hat. Sein Debüt für Indonesien gab er am 10. Oktober 2018 in einem Freundschaftsspiel gegen Myanmar, in dem er ein Tor erzielte und auch gleich einen Assist beisteuerte. Am 15. Juni 2019 schoss er vier Tore beim 6:0-Sieg Indonesiens gegen Vanuatu. Außerdem wurde er bei den Asienspielen 2018 in den indonesischen Olympiakader berufen und gehörte zu den A-Nationalspielern. In 5 Einsätzen erzielte er ebenfalls 4 Tore.
Er wurde von Madura United an Sriwijaya ausgeliehen, um in der Saison 2020 in der Liga 2 zu spielen. Diese Saison wurde am 27. März 2020 wegen der COVID-19-Pandemie ausgesetzt. Die Saison wurde abgebrochen und am 20. Januar 2021 für ungültig erklärt. Am 26. April 2021 wechselte Beto auf Leihbasis vom Liga-1-Verein Madura United zum indonesischen Liga-2-Klub Persis Solo. Sein Debüt in der Liga gab er am 26. September, als er beim 2:0-Sieg gegen PSG Pati in der Startelf stand und in der 20. Minute im Manahan-Stadion von Surakarta sein erstes Tor für Persis erzielte.
Am 9. September 2023 unterschrieb Beto beim indonesischen Liga-2-Verein PSBS Biak, der ihn vom Liga-1-Verein Madura United auslieh. Zur Saison 2024/25 wechselte er fest zu dem Klub.